# LightRec
LightRec is een Nederlandse productstichting die in 2003 is opgericht is en de inzameling en recycling van energiezuinige verlichting organiseert. Het is een gezamenlijk initiatief van meer dan 600 producenten en importeurs van lichtbronnen en verlichtingsarmaturen. Door deelnemer te worden, voldoen producenten en importeurs van lampen en armaturen volgens Nederlandse en Europese wetgeving aan hun producentenverantwoordelijkheid. De stichting heeft geen winstoogmerk.

## Doel
Het doel van LightRec is: het bevorderen van milieuverantwoorde inzameling en recycling van verlichtingsapparatuur. Energiezuinige lampen zijn goed voor het milieu, omdat ze minder energie verbruiken dan gloeilampen en voor meer dan 90% recyclebaar zijn. Om de volledige milieuwinst van deze lampen te realiseren, moeten ze wel op de juiste wijze gescheiden worden ingeleverd, ingezameld en gerecycled. Samen met andere productstichtingen zet de stichting zich in om de Europese inzameldoelstelling e-waste van 65% te halen.

## Aanpak
De inzameling en recycling besteedt de stichting uit aan Wecycle. Deze inzamelorganisatie beheert een landelijk netwerk van inzamelmiddelen voor consumenten – in onder meer supermarkten en doe-het-zelfmarkten – en voor de professionele markt. Door middel van consumentenvoorlichting besteedt LightRec aandacht aan het stimuleren van het bewustzijn over de voordelen van het gebruik van energiezuinige verlichting en het belang van gescheiden inzameling, onder meer door het ondersteunen van de communicatieactiviteiten van Wecycle.
LightRec is lid van EucoLight, het Europese samenwerkingsverband van stichtingen die zich bezighouden met de inzameling en recycling van lampen en verlichtingsproducten. Namens de 20 Europese leden houdt EucoLight zich bezig met alle aangelegenheden gerelateerd aan de WEEE-richtlijn, wetgeving en standaarden ten aanzien van de inzameling en recycling van verlichting. Gezamenlijk verzorgen de leden de inzameling en recycling van 80% van het verlichtingsafval in de 19 landen waarin zij actief zijn. Het samenwerkingsverband vertegenwoordigt Europese WEEE-nalevingsprogramma's.

## Financiering
Het inzamelen en recyclen van lampen kost meer dan het oplevert. De kosten van inzamelen, sorteren, transporteren en verwerken wegen niet op tegen de opbrengst van het glas, kunststof en de metalen die bij de recycling worden herwonnen. Om de kosten voor inzameling en recycling te dekken, moeten producenten en importeurs bij de verkoop per product een recyclingbijdrage meerekenen. Deze recyclingbijdrage wordt vervolgens afgedragen aan de productstichting. Doel ervan is om een gelijk speelveld te creëren voor producenten en importeurs door de kosten voor het inzamelen en recyclen van alle in Nederland afgedankte lampen op gelijke wijze door te belasten. Het Ministerie van Infrastructuur en Waterstaat (IenW) heeft op 5 september 2019 opnieuw een Algemeen Verbindend Verklaring (AVV) voor de productcategorie lampen toegekend aan LightRec. Deze AVV loopt af op 1 januari 2023.